# Ричмонд (город, Миннесота)
Ричмонд (англ. Richmond) — город в округе Стернс, штат Миннесота, США. На площади 2,2 км² (2,2 км² — суша, водоёмов нет), согласно переписи 2002 года, проживают 1213 человек. Плотность населения составляет 548,8 чел./км².
- Телефонный код города — 320
- Почтовый индекс — 56368
- FIPS-код города — 27-54268[1]
- GNIS-идентификатор — 0650067[2]